# 德尔讷 (安特卫普)
德尔讷（荷蘭語：Deurne，荷蘭語發音：[ˈdøːrnə] ⓘ）是比利时安特卫普市的一个区，是安特卫普第四大的区。德尔讷原为一独立市镇，1983年，德尔讷与临近的6个市镇并入安特卫普，成为了安特卫普的一个区。